# ボルゲリ・サッシカイア

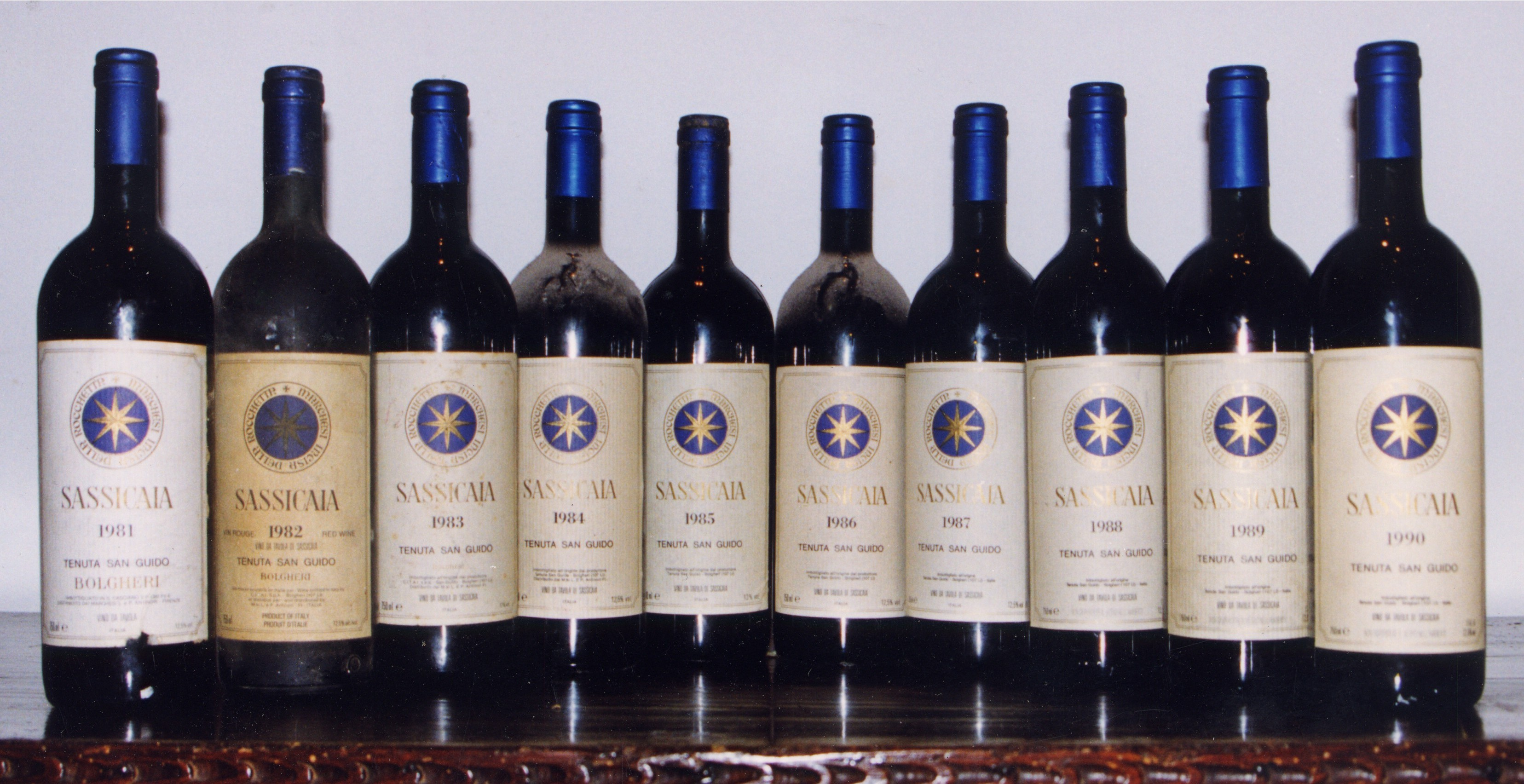
ボルゲリ・サッシカイアのボトル

ボルゲリ・サッシカイア（イタリア語: Bolgheri Sassicaia）は、イタリア・トスカーナ州で製造される赤ワインの銘柄名、およびDOCの格付け名称。「イタリアの至宝」、「法律さえ変えさせたワイン」と称される。
単にサッシカイア（Sassicaia）とも。

## 概要
イタリア土着のブドウ品種サンジョヴェーゼではなく、フランス原産のブドウ品種カベルネ・ソーヴィニヨンを使用した赤ワインである。ワイナリーはテヌータ・サン・グイド（Tenuta San Guido）。
1994年に新たなDOC格付けが設けられるまでは、イタリアワインの格付けとしては最低カテゴリーのVdT、テーブルワインの位置づけであった。これには、当時のイタリアワインの原産地呼称法では地区や使用するブドウ品種、製法などに従ってワインの格付けが行われていたため、トスカーナ州の赤ワインではサンジョヴェーゼを使用していない赤ワインは格付け対象外であったためである。

## 歴史
1940年代にトスカーナ州沿岸部のコムーネ・ボルゲリでマリオ・インチーザ・ロケッタ侯爵（Mario Incisa della Rocchetta）が赤ワイン造りに取り組み始めた。しかしながら、ボルゲリ地区は海風もあって冷涼な気候であり、イタリアで赤ワイン醸造に使われる品種・サンジョヴェーゼの栽培には不向きであったため、ボルゲリ地区では白ワインやロゼワインが作られていた。そこで侯爵はフランス原産のブドウ品種・カベルネ・ソーヴィニヨンの栽培を行った。もともと、侯爵はカベルネ・ソーヴィニヨンから造られるフランスのボルドーワインが好みであったが、第二次世界大戦のため、ボルドーワインが輸入規制されてしまったという理由もあった。侯爵はボルドーのシャトー・ラフィット・ロートシルトからカベルネ・ソーヴィニヨンの苗木を分けてもらっている。
前述のようにボルゲリの気候はサンジョヴェーゼ栽培には不向きであっても、カベルネ・ソーヴィニヨン栽培には適しており、ボルドーとボルゲリの土壌性質が近かったこともあって、カベルネ・ソーヴィニヨンの栽培は成功を収め、そこから作られたボルドースタイルの赤ワインに「サッシカイア」の名が付けられることになった。
当初は侯爵の自家消費用に製造されており、ヴィンテージワインが作られるようになったのは1968年から。上述のようにイタリアワインの格付け制度下では、規定外のブドウ品種であるカベルネ・ソーヴィニヨンを使ったボルゲリ・サッシカイアは格付けとしては最低のランクであったが、消費者からは高評価を得て、市場価格においては格付けワインよりも高値で取り引きされるようになった。さらにはサッシカイアの成功を受けて、ボルゲリ地区ではカベルネ・ソーヴィニヨンを使ったワイン作りを行う醸造業者も現れはじめた。
1978年にはイギリスのワイン専門誌『デカンター』が主催するブラインド・テイスティングでシャトー・マルゴーなどを抑えて「ベスト・カベルネ」を獲得し、世界的にも知られるようになった。
ついには、法律が改正され、DOCの新たな区分が設けられ（後述）、スーパータスカンのブームを引き起こしていく。

### DOC
DOCの格付けとしての「ボルゲリ・サッシカイア」は、1994年に設けられた格付けであり、「ボルゲリ・サッシカイア」と名乗るための条件は「サッシカイアであること」である。
DOCおよびDOCGは産地や製造規定を満たしたワインに与えられる格付けであり、「ボルゲリ・サッシカイア」の格付けは、いわば侯爵が造ったサッシカイアのためだけに追加された特例措置でもある。
単独の生産者のために制定された初のケースでもあるため、ボルゲリ・サッシカイアは「法律さえ変えさせたワイン」との異名を持つようにもなった。

## 名称
「サッシカイア（Sassicaia）」はトスカーナ方言で「小石の多い場所」を意味する。ボルドーの土壌と同じく、水はけの良い土壌である。
「ボルゲリ」は上述の通りコムーネの名称。

## 特徴
ボルドーワインやカリフォルニアワインのトップシャトーに並ぶほどの高い熟成能力が特徴に挙げられる。このため若いうちは渋みが強く、力強さが前面に出てしまうとう問題点もある。「早くから飲めるサッシカイア」というコンセプトで2000年よりグイダルベルト（Guidalberto）、2002年よりレ・ディフェーゼ（Le Difese）という銘柄の製造も行われている。なお、グイダルベルトにはメルローが、レ・ディフェーゼにはサンジョヴェーゼがブレンドされている。
ヴィンテージとして評価の高い年に以下が挙げられる。
1990年代
1990、1995、1996、1998、1999
2000年代
2001、2003、2004、2006、2007、2009、2016